# Burzenin (gmina)
Pour la localité, voir Burzenin.
Burzenin est une gmina rurale du powiat de Sieradz, Łódź, dans le centre de la Pologne. Son siège est le village de Burzenin, qui se situe environ 17 km au sud de Sieradz et 57 km au sud-ouest de la capitale régionale Łódź.
La gmina couvre une superficie de 118,96 km2 pour une population de 5 665 habitants.

## Géographie
La gmina inclut les villages d'Antonin, Będków, Biadaczew, Brzeźnica, Burzenin, Działy, Grabówka, Gronów, Jarocice, Kamilew, Kamionka, Kolonia Niechmirów, Kopanina, Krępica, Ligota, Majaczewice, Marianów, Niechmirów, Nieczuj, Prażmów, Redzeń Drugi, Redzeń Pierwszy, Ręszew, Rokitowiec, Sambórz, Strumiany, Strzałki, Świerki, Szczawno, Tyczyn, Waszkowskie, Witów, Wola Będkowska, Wola Majacka, Wolnica Grabowska et Wolnica Niechmirowska.
La gmina borde les gminy de Brzeźnio, Konopnica, Sieradz, Widawa, Zapolice et Złoczew.